# Fratta Polesine
Fratta Polesine település Olaszországban, Veneto régióban, Rovigo megyében. Lakosainak száma 2433 fő (2023. január 1.). Fratta Polesine Lendinara, Pincara, Villamarzana, Costa di Rovigo, San Bellino és Villanova del Ghebbo községekkel határos.

## Népesség
A település lakossága az elmúlt években az alábbi módon változott:
| Lakosok száma | 2677 | 2615 | 2433 |
|               | 2017 | 2018 | 2023 |